# مملكة التنين الذهبي (رواية)
مملكة التنين الذهبي (بالإسبانية: El reino del dragón de oro)‏، (بالإنجليزية: Kingdom of the Golden Dragon)‏
 هي إحدى روايات الروائية التشيلية إيزابيل الليندي وهي من روايات أدب الأطفال.

## نبذة قصيرة
هذه الرواية هي الجزء الثاني من ثلاثية النسر والفهد للكاتبة ايزابيل الليندي وهي تجمع بين المغامرة والإثارة والخيال. وتدور احداث هذا الجزء عن فتى يذهب في رحلة إلى الهيمالايا مع جدته المغامرة وصديقته التي تعرف عليها من رحلته السابقة، ويدخلون إلى مملكة مسالمة ليخوضوا مغامرة لإنقاذ تمثال التنين الذهبي المقدس قبل أن تدمره الأطماع الخارجية.